# Disociační konstanta
Disociační konstanta je rovnovážná konstanta disociační reakce. Zvláštním typem disociační konstanty je iontový součin vody.

## Značení
- Značka {\displaystyle K_{D}}
- Jednotka: 1 (bezjednotková)

## Definice
Pro reakci AB → A + B je podle Guldbergova–Waagova zákona rovnovážná konstanta {\displaystyle K_{D}={\frac {[A][B]}{[AB]}}}, kde [A], [B] a [AB] jsou rovnovážné aktivity jednotlivých složek.

## Disociace kyselin a bází
Disociace kyselin a zásad v roztocích vede k ustavení protolytické rovnováhy. Rovnovážné konstanty charakterizující tuto protolytickou rovnováhu se nazývají disociační konstanta kyseliny KA nebo disociační konstanta zásady KB.
Disociační konstantu odvodíme z rovnovážné konstanty, protože ve vodném roztoku je voda vůči kyselině vždy v nadbytku a její koncentrace se ani při disociaci kyseliny téměř nemění, lze změnu koncentrace zanedbat a spojit ji s rovnovážnou konstantou za vzniku disociační konstanty.
KC · [H2O] = KA
Hodnoty disociačních konstant kyselin a zásad lze najít v tabulkách a slouží pro klasifikaci síly kyselin a zásad. Protože u slabých kyselin a zásad vychází číselná hodnota disociační konstanty velice nízká, obvykle se uvádí jako hodnota pK (často ve formě pKA), což je záporný dekadický logaritmus disociační konstanty (pKA pro kyseliny, pKB pro zásady) při 25 °C. Obecně platí, že vyšší disociační konstantě odpovídá větší množství disociovaných molekul, tedy vyšší síla kyselin a zásad. Při převedení tohoto pravidla na hodnoty pKA, bude naopak vycházet, že nízká hodnota odpovídá silným kyselinám (pKA < 2), vyšší slabým (5 < pKA < 9) a vysoká velmi slabým (pKA > 10). Silná kyselina je například kyselina sírová, kyselina chlorovodíková nebo kyselina dusičná, slabá kyselina například kyselina octová.
Mezi hodnotami pKA a pKB (resp. tedy hodnotami pH) platí vztah pKA + pKB = 14, který je odvozený ze vztahu: KA · KB = KW. U vícesytných kyselin dochází k několikastupňové disociaci a výpočty rovnovážné konstanty (KD) se tak provádí pro každý stupeň zvlášť.
Pokud je disociovaná forma látky (rozložená na kationty a anionty) ve stejné koncentraci jako nedisociovaná, pak je hodnota pK rovna hodnotě pH roztoku. U slabých kyselin je nedisociovanou formou kyselina a disociovanou formou její konjugovaná zásada. Pokud chceme hodnotu pK stanovit experimentálně přidáme k jednomu ekvivalentu kyseliny půl ekvivalentu zásady (můžeme říct, že se jedná o nedokončenou titraci, napůl cesty k bodu ekvivalence), změřené pH se pak rovná pK kyseliny.